# تپه گورستان قبرا
تپه قبرستان قبرا مربوط به دوره اشکانیان - دوران‌های تاریخی پس از اسلام است و در شهرستان شوشتر، بخش گتوند، روستای ظلم آباد واقع شده و این اثر در تاریخ ۲۳ شهریور ۱۳۸۲ با شمارهٔ ثبت ۹۹۶۶ به‌عنوان یکی از آثار ملی ایران به ثبت رسیده است.